# البعثات الإسبانية في الأمريكتين

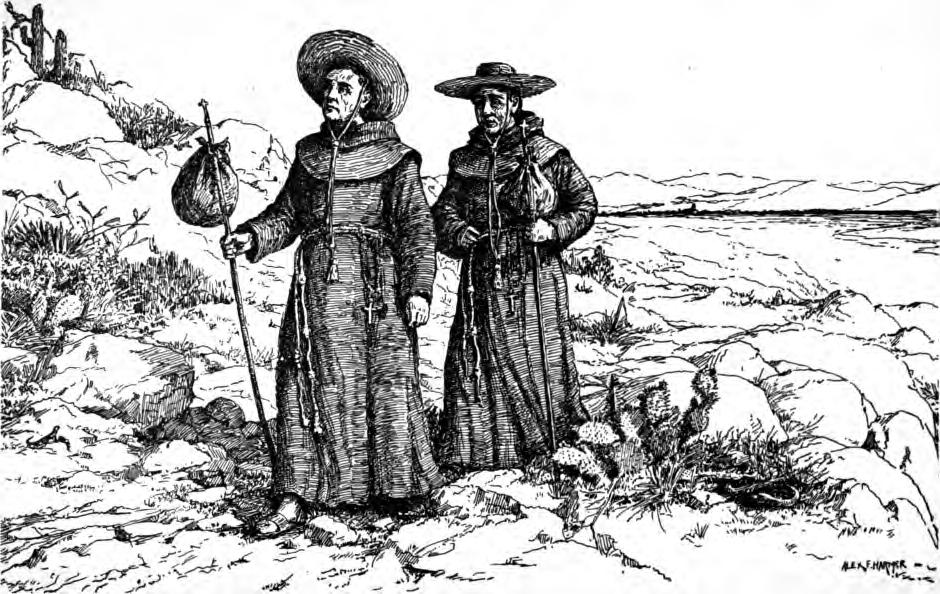

البعثات الإسبانية في الأمريكتين هي بعثات كاثوليكية أرسلتها الإمبراطورية الإسبانية خلال القرنين السادس عشر والتاسع عشر في فترة الاستعمار الإسباني للأمريكتين. امتدت هذه البعثات لتحيط بكامل المستعمرات الإسبانية، التي تمتد من المكسيك وأجزاء من جنوب غرب المناطق التي تشكل الولايات المتحدة اليوم إلى الأرجنتين وتشيلي.
تعقدّت العلاقة بين الاستعمار الإسباني والكاثوليكية في الأمريكتين. كان تحويل المنطقة إلى الكاثوليكية أمرًا مصيريًا للاستعمار. بُنيت البعثات التي أطلقها أعضاء الأخويات الكاثوليكية في كثير من الأحيان على الحدود الخارجية للمستعمرات. سهّل هذا البناء توسيع الإمبراطورية الإسبانية من خلال التحولات الدينية للشعوب الأصلية التي تحتل تلك المناطق. في حين سيطر التاج الإسباني على المجالات السياسية والاقتصادية والاجتماعية للأمريكتين وعلى السكان الأصليين لتلك المنطقة، سيطرت الكنيسة الكاثوليكية على المجال الديني والروحي. دمرت البعثات الكاثوليكية في الأمريكتين المعتقدات الروحانية للشعوب الأصلية على غرار الطريقة التي يستلزمها الاستعمار لتدمير ما كان موجودًا من قبل من أجل بناء شيء جديد. استبدلت الكنيسة ورجال الدين الكاثوليك آلهة ومعابد السكان الأصليين بالكنائس والكاتدرائيات الكاثوليكية والقديسين وممارسات مسيحية أخرى. احترمت الشعوب الأصلية، في كثير من الأحيان الرموزَ الدينية الكاثوليكية بالاقتران مع الرموز الروحانية الخاصة بها. أحد الأمثلة على ذلك كان سيدة غوادالوبي، وهي صورة للسيدة العذراء، وترتبط مع آلهة الأزتك تونانتزين.
دُفع التبشير بالكاثوليكية بالعديد من الرغبات والتسويغات المرتبطة. اهتم التاج الإسباني بانتشار الإمبراطورية الإسبانية، واعتبر انتشار الكنيسة الكاثوليكية وسيلةً أساسية لاستعمار الأرض والسكان الأصليين عليها. اعتُبرت الكنيسة الكاثوليكية مؤسسة دينية مهتمة بتخليص أرواح الأمريكيين الأصليين (الخلاص). كانوا يعتقدون أنهم مُنحوا الحق الإلهي والمسؤولية لنشر المسحية في أكبر عدد ممكن من أجزاء العالم. كان المبشرون أنفسهم مدفوعين بالرغبة في تأسيس الكاثوليكية في الأمريكتين باعتبارهما موقعًا للمسيحية الصافية، في خطوة أشبه ما تكون بالخروج عن المسيحية الأوروبية. أصبح الكثير من رجال الدين ينتقدون البابوية الفاسدة في أوروبا على نحو متزايد بسبب مطالبتهم بضرائب مفرطة وقبول صكوك الغفران من أجل الخلاص. شد العديد من رجال الدين الرحال نحو الأمريكتين حتى يتمكنوا من الوعظ بما شعروا أنه شكل أنقى شكل من أشكال المسيحية، ولتخليص أرواح السكان الأصليين لتلك المناطق. تغاضت هذه النظرة الأبوية عن الكثير من أعمال العنف والإيذاء الذي تعرض لها السكان الأصليين للأمريكتين على أيدي المستعمرين والنخبة السياسية ورجال الدين على حد سواء.
مجددًا، فإن دور الكنيسة الكاثوليكية مهم بشكل لا يصدق في الاستعمار الإسباني للأمريكتين. على الرغم من الجهود المكثفة لاستعادة التاريخ الثقافي للثقافات الأصلية، تأتي الكثير من الأدلة المتوفرة حاليًا من المستعمرين أنفسهم ومن المبشرين بشكل أكثر تحديدًا. لم يكن لدى الكثير من الثقافات التي تأثرت بالمبشرين لغة مكتوبة، لذا سُلب الكثير من تاريخهم الشفهي عندما قُضي على السكان بسبب أمراض العالم القديم. حتى إن الثقافات التي كانت تمتلك بالفعل لغات مكتوبة، مثل المايا، غالبًا ما كانت آثارها تُعتبر من الدنس الوثني وتُحرق. لذلك، فإن معظم تاريخ البعثات المسيحية يأتي من روايات المبشرين، وبدرجة أقل بكثير من التحقيقات أو البحوث الأثرية، وينبغي تناوله بحذر. يجب على القراء النظر في السياق العِرقي والثيوقراطي الذي عرض فيه المبشرون رواياتهم.

## بدايات التبشير

### الرعاية الملكية
كانت الرعاية الملكية سلسلة من المراسيم البابوية التي وُضعت في القرن الخامس عشر وأوائل القرن السادس عشر، حددت الرعاية الملكية العلاقةَ العلمانية بين التاج الإسباني والكنيسة الكاثوليكية، وأعلنت بشكل فعال سيطرة الملك الإسباني على الكنيسة في الأمريكتين. وقد أوضحت مسؤولية التاج في تشجيع تحويل الأمريكيين الأصليين إلى الكاثوليكية، وكذلك السلطة الكاملة على الكنيسة والمؤسسات التعليمية والخيرية. سمحت المراسيم للتاج بالسيطرة على دخل الكنيسة من ضريبة العشر، والضريبة المفروضة على الإنتاج الزراعي والحيواني، والحفاظ على التسلسل الهرمي الكنسي، والمرافق المادية، والأنشطة. أعطت المراسيم التاج الحق في الموافقة أو الاعتراض على إرسال السفن إلى الأمريكتين، لضمان التزامهم بالرعاية الملكية. حددت المراسيم أيضًا تأسيس الكنائس والأديرة والمستشفيات والمدارس، وكذلك تعيين رجال الدين العلمانيين والدفع لهم.

### توسيع الأبرشية
تلقى المبشرون الكاثوليك في الأمريكتين موافقة ملكية لإنشاء أبرشيات لتعزيز التحويلات الدينية إلى الكاثوليكية. كانت هذه الأبرشيات تشابه هياكل المدن الأوروبية، وقد بُنيت بنية واضحة لتحويل الشعوب الأصلية التي شيدت الأبرشيات وعاشت فيها إلى الكاثوليكية. كانت هذه المناطق منفصلة عن نطاق قضاء التاج، مع قوانين وهياكل منفصلة. أرسلت البابوية أخويات دينية متعددة لإقامة مدن على طول المناطق الحدودية لمنع أي أخوية من أن تصبح قوية للغاية. أقام الفرنسيسكان أبرشيات في البداية، ثم تبعهم الدومينيكان والأغسطسيون واليسوعيون.
لبدء عملية بناء أبرشية جديدة، دخل الكهنة قرية يقطنها السكان الأصليون، وحوّلوا أولاً القادة والنبلاء -الذين يُطلق عليهم اسم «كاكيو»- إلى المسيحية. كانت هذه التحويلات تُذاع على الملأ في كثير من الأحيان. بمجرد تحويل الكياكو إلى المسيحية، يتعاون رجال الدين مع النخب لبناء كنيسة صغيرة، وغالبًا ما تكون فوق المعبد المدمّر للمعتقد الروحاني للسكان الأصليين. لعبت هذه الكنيسة الصغيرة دورًا في نقل بقية سكان المدينة إلى الكنيسة. أراد الفرنسيسكان على وجه الخصوص كهنوتًا من السكان الأصليين، وبنوا مدارس لتعليم نخبة السكان الأصليين حول الدراسات الإنسانية.

### اقتصاد الأبرشية
استفادت الأخويات الكاثوليكية بشكل كبير من توسع الأبرشيات ومن تحول الشعوب الأصلية إلى المسيحية، إلى جانب استغلال عملهم. أصبح اليسوعيون -من بين أخويات أخرى- أثرياء للغاية نتيجةً لذلك. اكتسب اليسوعيون أراضيَ في القرن السابع عشر، وأصبحوا أصحاب عقارات بارزين في جميع أنحاء المستعمرات. اكتسب اليسوعيون ممتلكات من الشراء والتبرع، على عكس الأساليب الأخرى المستخدمة لتكديس الممتلكات، مثل الاستيلاء على الأراضي أو المنحة الملكية. جمع اليسوعيون أيضا الثروة من ضرائب العشر والرسوم الكهنوتية، وكذلك من الأرباح المحققة من إنتاج المنتجات الزراعية وغيرها من المنتجات التجارية. شارك اليسوعيون -إلى جانب الأخويات الأخرى- مشاركةً كاملةً في الاقتصاد التجاري للأمريكتين واستفادوا منه.

## البعثات التبشيرية
كان بيدرو دي جانتي مبشرًا أوروبيًا يرغب في ضم المجتمعات الأمريكية الأصلية لتعزيز الخطاب التعليمي بين المجتمعات الأصلية. كان له تأثير كبير في عمله، وأصبح يعرف باسم «المعلم الأول للأمريكتين». جاء بيتر فان دير موير، المعروف باسم بيدرو دي جانتي، في الأصل إلى إسبانيا الجديدة عام 1523، التي تُعرف اليوم باسم المكسيك. أراد المبشر، بيدرو دي جانتي، نشر الإيمان المسيحي لإخوته وأخواته من السكان الأصليين. خلال هذا الوقت، لم تتقبل عقلية الشعب الإسباني تمكين السكان الأصليين بالمعرفة؛ لأنهم يعتقدون أن ذلك سيحفزهم على الثورة ضد الحكام الإسبان. ومع ذلك، شهد بيدرو دي جانتي على الممارسات الشعائرية للسكان الأصليين، وقد شملت الممارسات الشعائرية بشكل تقليدي تضحيات بشرية (خاصة من قبائل العدو)، وبصفته مبشرًا، رأى الحاجة إلى تغيير إيمانهم. قرر أن أفضل طريقة لفعل هذا هي التكيف مع أسلوب حياتهم. تعلم لغتهم وشارك في محادثاتهم وألعابهم. كان مترجمًا ناجحًا للناواتل والإسبانية على الرغم من بعض التلعثم. بالإضافة إلى ذلك، كان بيدرو دي جانتي يدافع بشدة عن تعليم الشباب، حيث أسس مدارس في جميع أنحاء المكسيك لتلبية احتياجات مجتمعات السكان الأصليين. امتد نفوذه على نطاق واسع، والبعض الآخر مثله يتبعه كمثال يقتدى به. جاء ثلاثة من زملائه المبشرين على الأقل إلى أمريكا في المستقبل.